# San Juan Jabloteh Sports Limited
San Juan Jabloteh é um clube de futebol localizado em San Juan, Trinidad e Tobago, que atualmente joga a TT Pro League. O clube foi fundado em 1974 e joga seus jogos como mandante no Estádio Hasely Crawford da capital Port of Spain.
O clube é Tricampeão Nacional e Bicampeão da Copa. O único títulos internacional é o Campeonato de Clubes da CFU, conquistado em 2003, e bateu na trave ao ficar com o vice em 2006.

## Títulos

### Nacionais
- TT Pro League (4): 2002, 2003, 2007, 2008
- Trinidad and Tobago Cup (2): 1998, 2005
- First Citizens Bank Cup (2): 2000, 2003
- Trinidad and Tobago Pro Bowl (2): 2005, 2006

### Internacionais
- Campeonato de Clubes da CFU: 2003